# Saxifraga wenchuanensis
Saxifraga wenchuanensis là một loài thực vật có hoa trong họ Saxifragaceae. Loài này được T.C. Ku miêu tả khoa học đầu tiên năm 1989.